# Sterrhochaeta viriditincta
Sterrhochaeta viriditincta là một loài bướm đêm trong họ Geometridae.